# Rândunică de Pacific
Rândunica de Pacific (Hirundo tahitica) este o specie de pasăre din familia Hirundinidae. Se reproduce în Asia de Sud tropicală și insulele din Pacificul de Sud. Această pasăre este asociată cu coastele, dar se răspândește din ce în ce mai mult în zonele montane împădurite. Rândunica de deal și rândunica australiană erau considerate anterior conspecifice.
Această specie este o rândunică mică de 13 cm. Spatele și creștetul capului sunt de un albastru-închis, cu aripi și coadă maro, fața și gâtul sunt ruginii. Se deosebește de rândunica de hambar și este strâns înrudită cu rândunica australiană prin coada sa mai scurtă și mai puțin bifurcată.

## Galerie

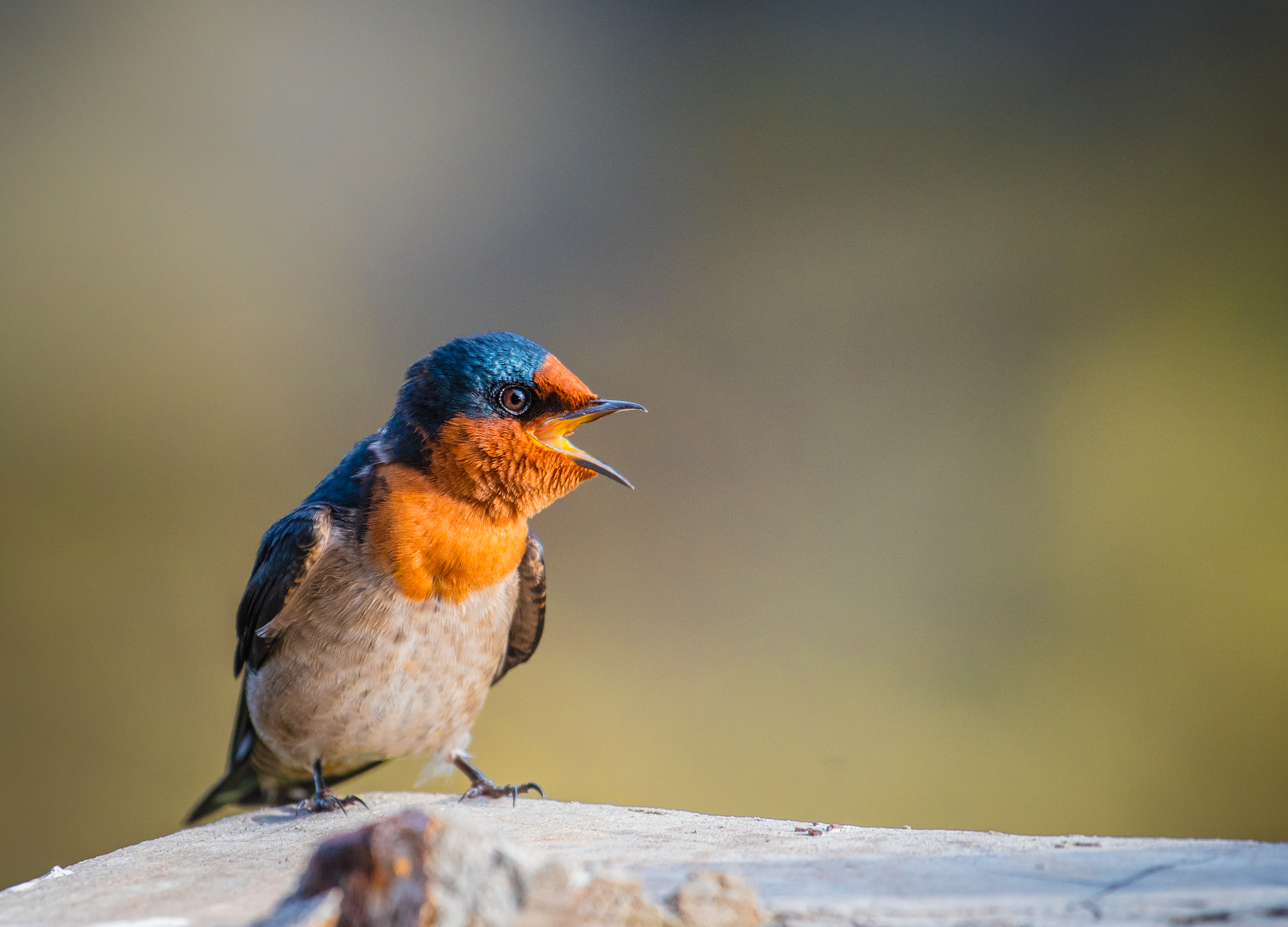
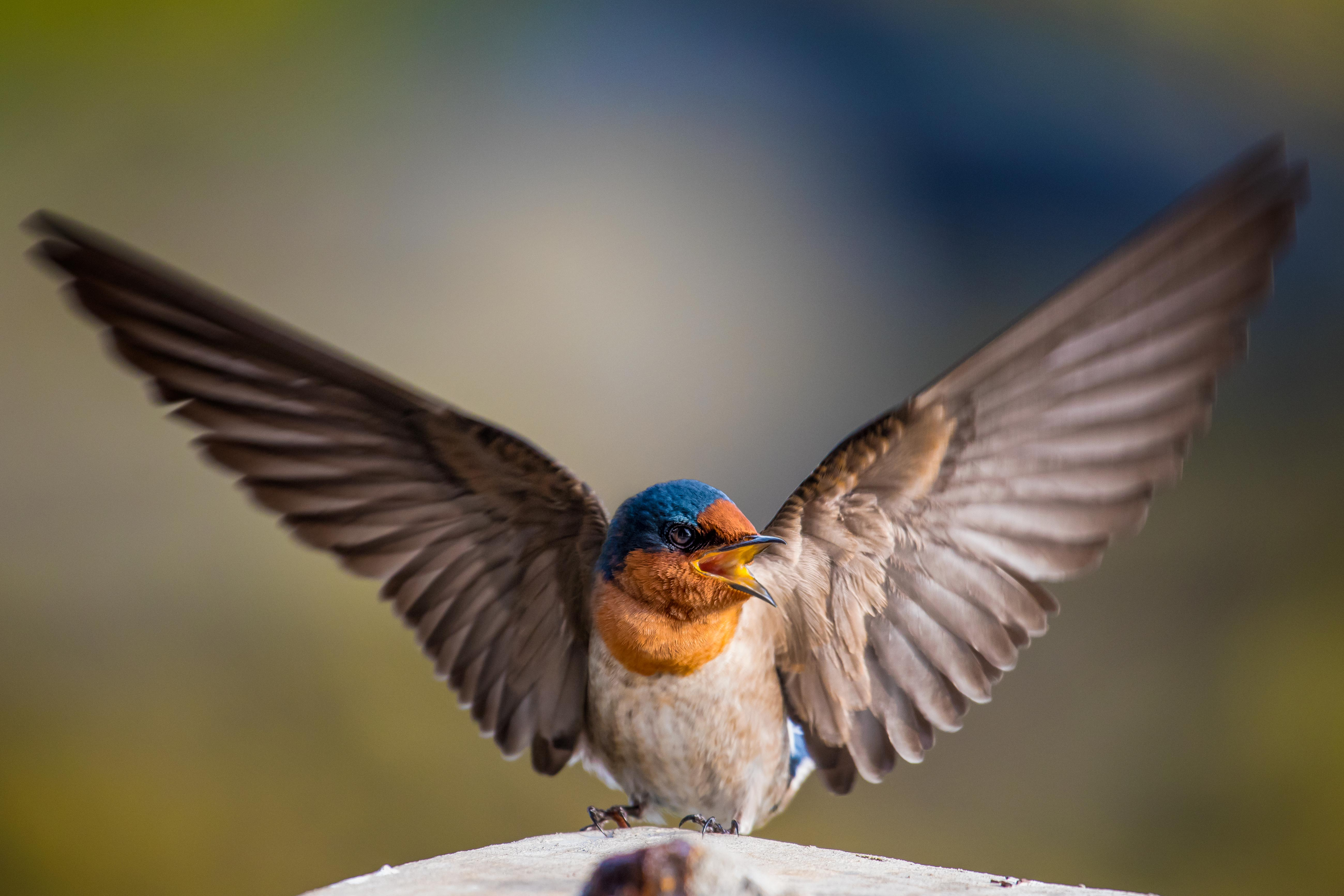
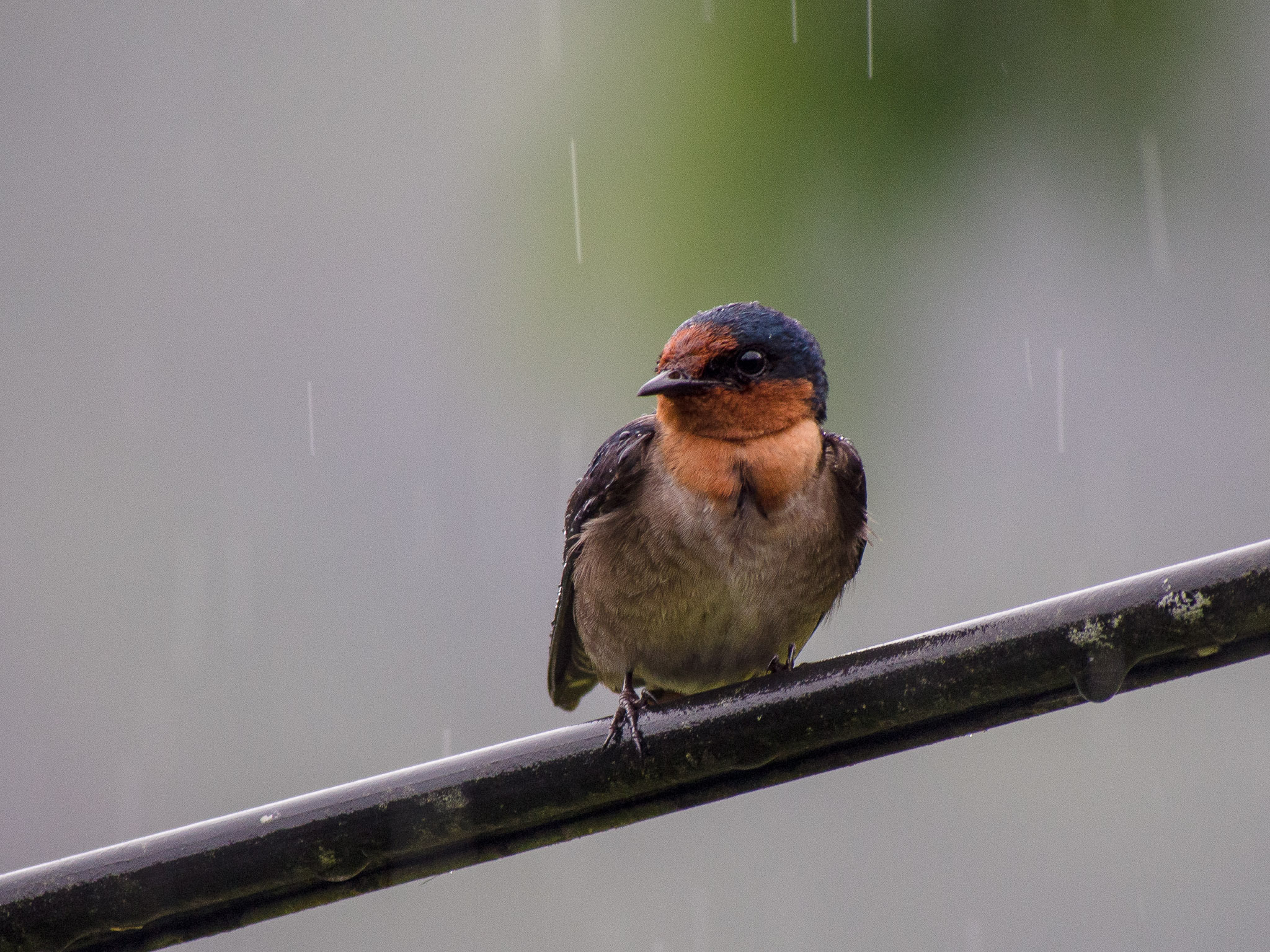